# Владимир Кирилов
Владѝмир Тимофѐевич Кирѝлов (на руски: Владимир Тимофеевич Кириллов) е руски поет.
Роден е на 14 октомври (2 октомври стар стил) 1890 година в Смоленск в семейството на книжар. Участва в Първата руска революция и през 1906 – 1909 година е заточен в Уст Сисолск, започва да публикува стихове през 1913 година. Активен болшевик, след Октомврийската революция от 1917 година е активист на казионното движение „Пролеткулт“ до 1921 година, когато напуска болшевишката партия в знак на протест срещу въведената от правителството Нова икономическа политика, която приема за предателство към революцията. През 1937 година, по време на Голямата чистка, е осъден на смърт.
Владимир Кирилов е разстрелян на 16 юли 1937 година в Москва.